# 21 divisiones
21 divisiones är en religion med rötter i Benins och Kongofolkets folkreligioner, och har uppkommit i Dominikanska republiken. Den är nära släkt med Voodoo, och även relaterad till Palo, men skiljer sig från dessa på ett antal punkter, bl.a. sättet att kategorisera sitt panteon i 21 kategorier. Andarna kallas för misterios. 21 divisiones är också påverkad av Romersk-katolska kyrkan och kardeciansk spiritualism, och många utövare av 21 divisiones är dubbelanslutna till dessa två andra religioner.